# Dryopteris arguta
Dryopteris arguta là một loài thực vật có mạch trong họ Dryopteridaceae. Loài này được (Kaulf.) Maxon miêu tả khoa học đầu tiên năm 1921.

## Hình ảnh

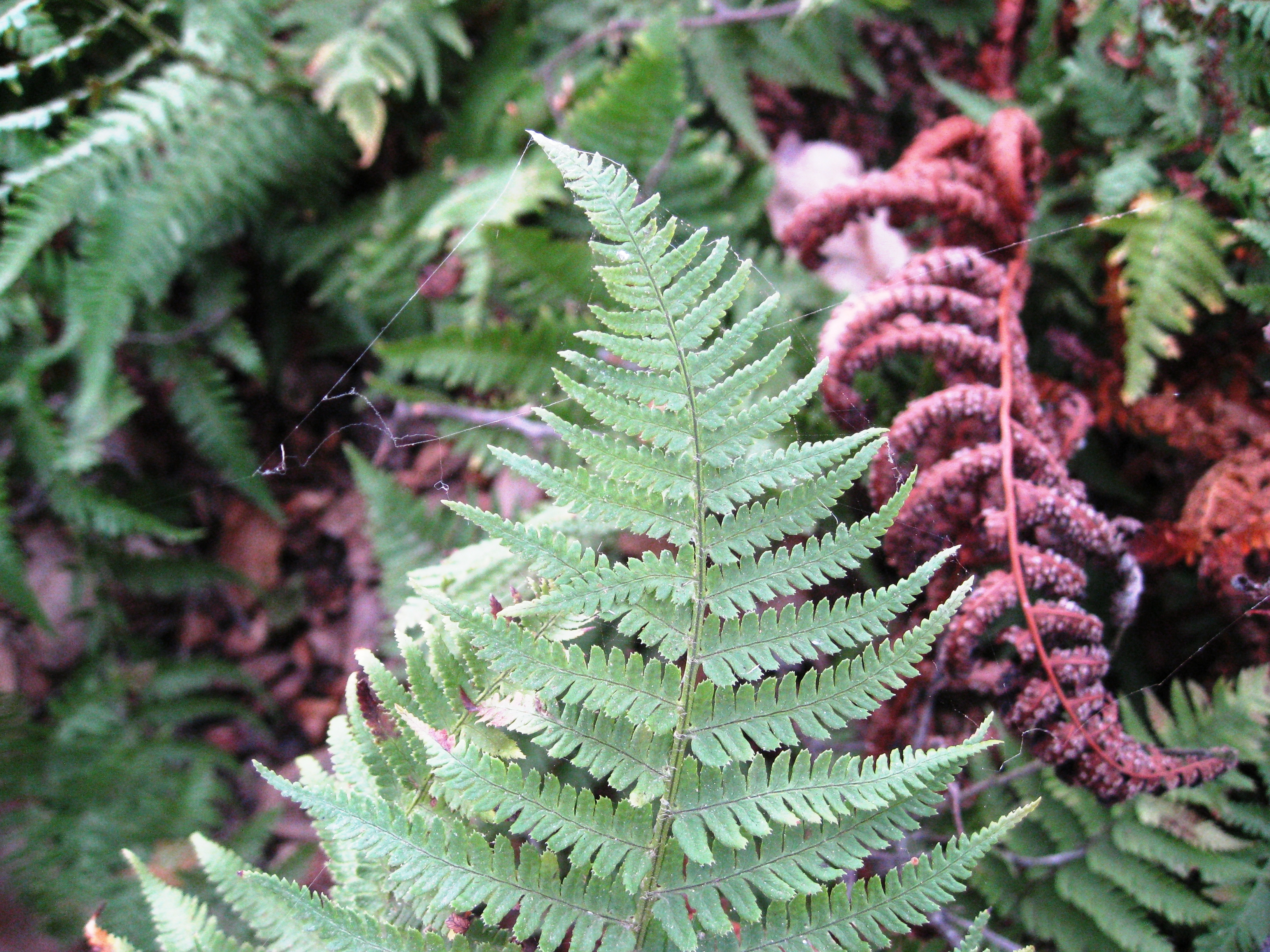